# گمینا زاکلیچن
گمینا زاکلیچن (به لهستانی:  Gmina Zakliczyn) یک گمینا در لهستان است که در شهرستان تارنوف واقع شده‌است. گمینا زاکلیچن ۱۲۲٫۵۵ کیلومتر مربع مساحت و ۱۲٬۲۴۲ نفر جمعیت دارد.